# Carles Alexandre de Lorena
Carles Alexandre de Lorena (Lunéville, 12 de desembre de 1712 - castell de Tervuren, prop de Brussel·les, 4 de juliol de 1780, inhumat el 10 a la Catedral de Brussel·les), fou governador general dels Països Baixos austríacs (1741-1780), Gran Mestre de l'Orde Teutònic (1761-1780) i cavaller de l'Orde del Toisó d'Or.

## Biografia
Era el dotzè infant de Leopold I, duc de Lorena i de Bar, i d'Elisabet Carlota d'Orleans. Era el cunyat de l'emperadriu Maria Teresa I d'Àustria a doble títol, ja que era alhora el germà del seu marit l'emperador Francesc I del Sacre Imperi Romanogermànic i el marit de la seva germana l'arxiduquessa Maria Anna d'Àustria (1718-1744) amb qui s'havia casat a Viena el 7 de gener de 1744. Va ser fet mariscal d'Àustria el 1740.
L'abril de 1741, va ser nomenat com a successor dels Països Baixos de la majordoma general, l'arxiduquessa Maria Isabel d'Àustria, i el va succeir de iure efectivament l'agost. Per causa de la Guerra de Successió d'Àustria només va poder anar de facto al seu lloc el 1944. Va fer la seva entrada a Brussel·les, en companyia de la seva esposa, el 26 de març de 1944. Dos mesos més tard, reprenia el comandament dels exèrcits del Rin, deixant la seva esposa sola. Aquesta va morir al desembre, durant un parteratge. Per la invasió francesa, seguida de l'ocupació del territori dels Països Baixos austríacs de 1745 a 1748 no va poder exercir el seu poder. Durant la invasió va conduir les tropes aliades contra els francesos a la batalla de Rocourt del 1746, que va ser una seva desfeta major.
Va haver d'esperar fins que el francesos van cedir el territori al Tractat d'Aquisgra de 1748. Va poder realment començar el seu govern amb l'ordre de Maria Teresa I d'Àustria el 24 d'abril de 1749 que li hauria dit: «Sigueu el primer gall del país». Durant la Guerra dels Set Anys, va manar de nou els exèrcits austríacs a la batalla de Praga on va ser derrotat. Després, d'una victòria contra un exèrcit prussià a Breslau el 1757, va ser escombrat per Frederic el Gran a la batalla de Leuthen i fou substituït al comandament austríac pel mariscal Leopold Joseph von Daun.
Va ser certament el més popular dels governadors generals dels Països Baixos austríacs. En mostra d'allò, una estàtua a la seva efígie va ser alçada el 1775 a Brussel·les sobre la nova plaça de Lorena, finançada pels Estats de Brabant. Sense trair els interessos de la corona imperial, va aconseguir defensar els Països Baixos i fer-ne respectar els privilegis. Va fomentar de manera simultània el progrés de la Il·lustració i el desenvolupament econòmic. Patrocina la creació de l'Acadèmia imperial dedicada a la ciència i les lletres (1772), sovint anomenada «La Teresiana» que subsisteix fins avui. Promou diverses experiències tècniques i industrials al seu castell de Tervuren. De manera successiva, el marquès de Botta-Adorno (1749-1753), el comte de Joan Carles Felip Cobenzl (1753-1770) i el príncep Georg Àdam de Starhemberg (1770-1780) van secundar-lo en tant que ministres plenipotenciaris. Va tenir amb el segon relacions a vegades tenses.
El seu escut es troba a l'església de La Mare de Déu del Bo Socors de Brussel·les i al Castell de Heuchlingen a Baden-Württemberg, propietat de l'orde Teutònic, que havia renovat.
Va morir el 4 de juliol de 1780 (als 67 anys) a Tervuren i les seves restes van sebollir-se a la capella de la seva família a Nancy. El seu nebot, l'emperador Josep II, va designar el duc Albert de Saxònia-Teschen i l'arxiduquessa Maria Cristina d'Àustria com els seus successors.

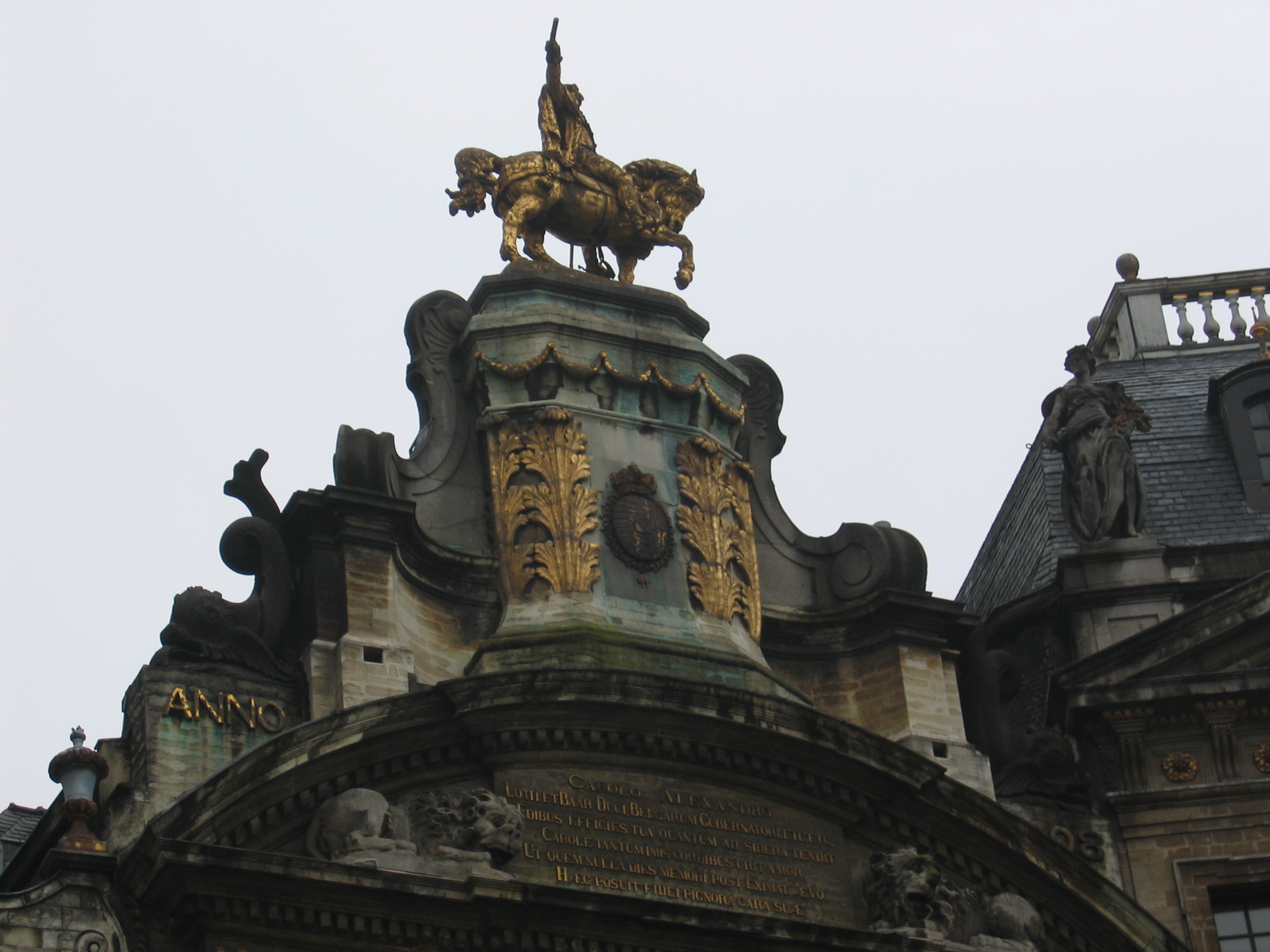
Estàtua de Carles al cim d'una casa a la Plaça del Mercat de Brussel·les
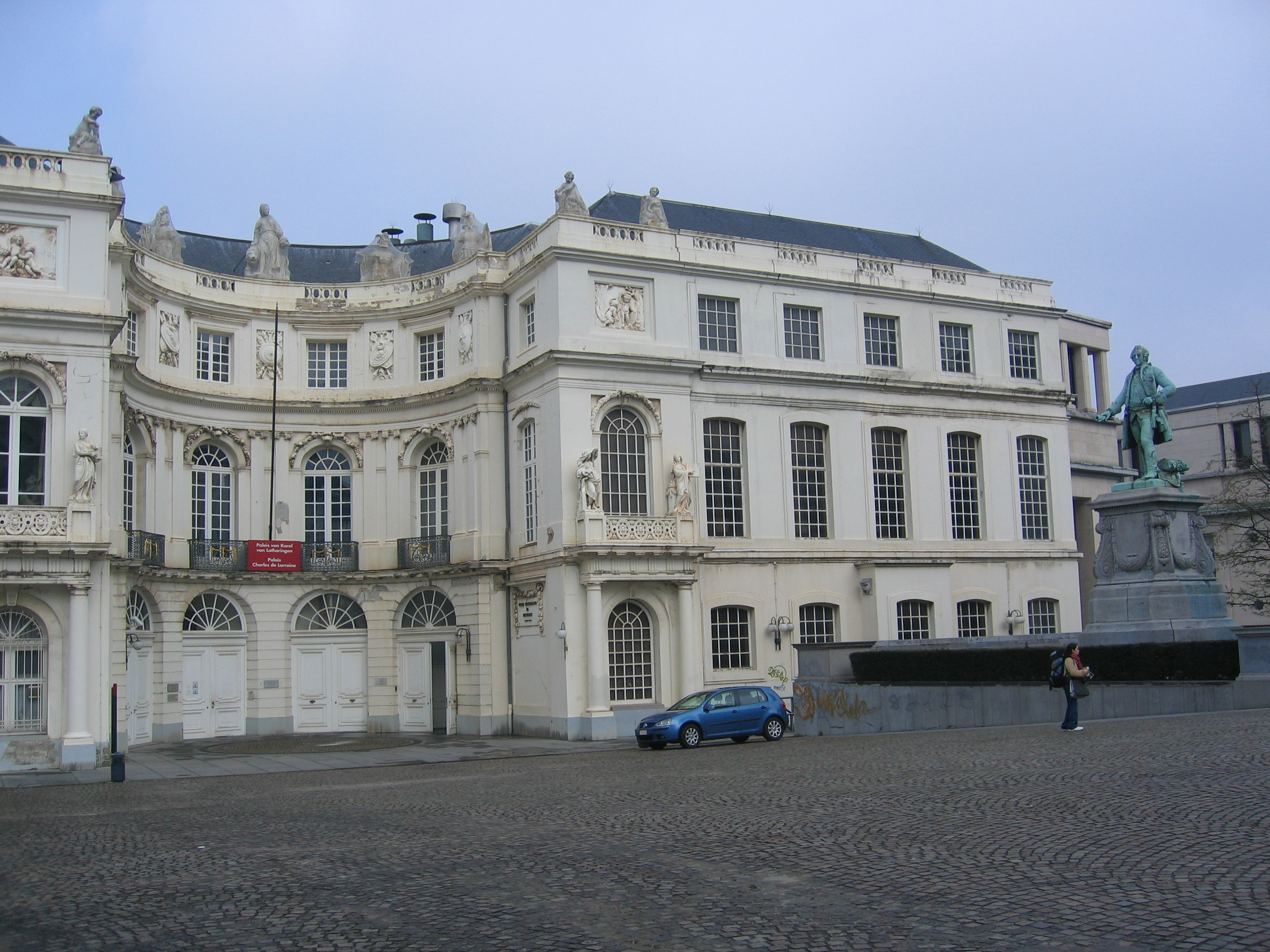
Palau de Carles de Lorena a la plaça Koningsplein a Brussel·les
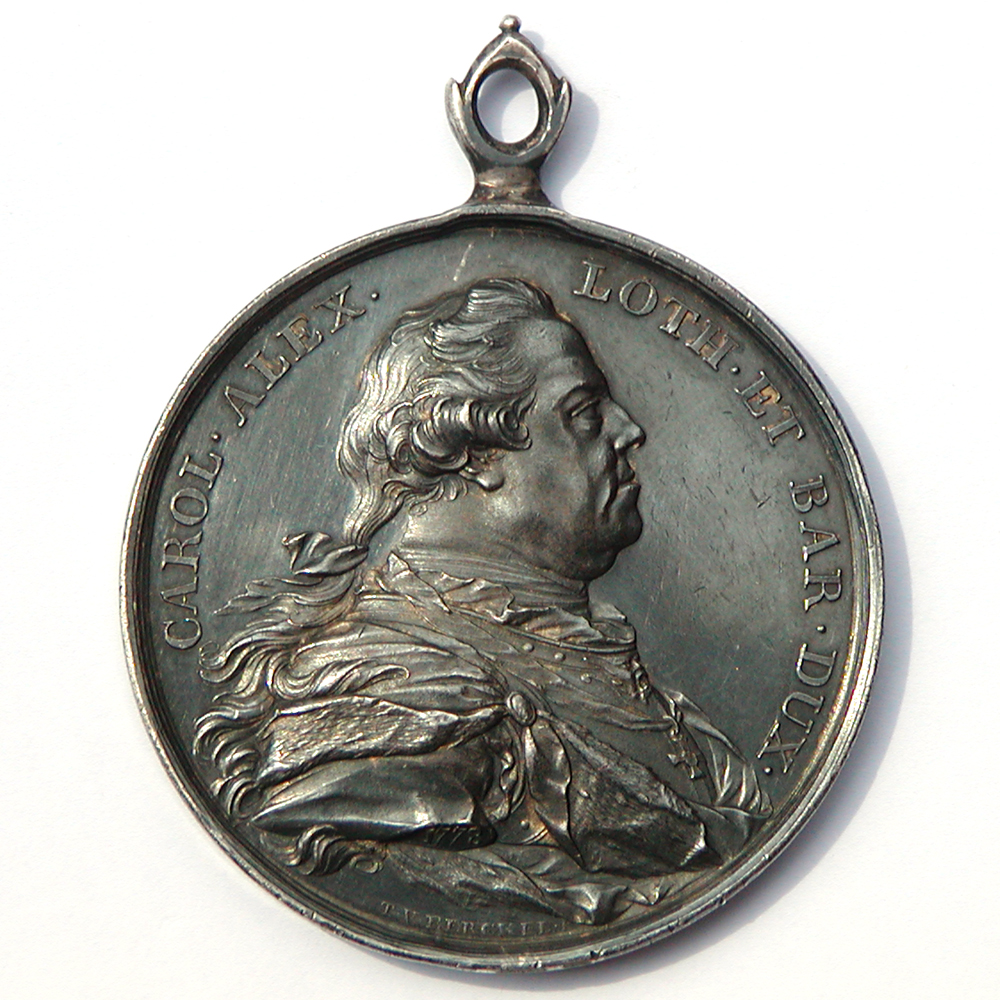
Profil
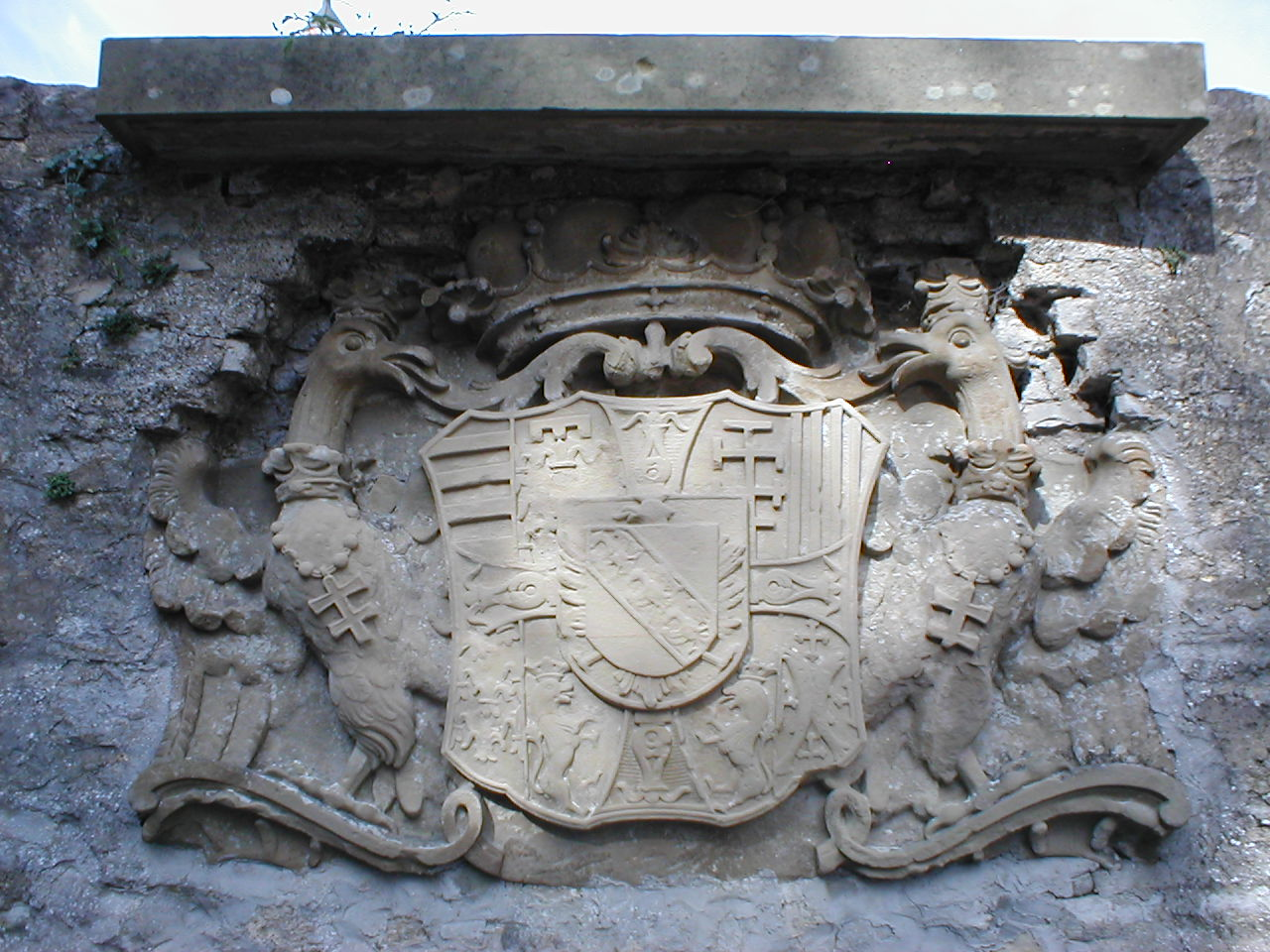
Escut a la muralla del Castell de Heuchlingen